# Jenny Fikentscher
Jenny Fikentscher, geb. Nottebohm (* 1. Juni 1869 in Kattowitz; † 26. April 1959 in Gernsbach) war eine deutsche Malerin und Grafikerin des Jugendstils.

## Leben
Nachdem sich die Familie in Karlsruhe niedergelassen hatte, schrieb sich Jenny Nottebohm im Wintersemester 1888/89 an der Malerinnenschule in Karlsruhe ein. Im Jahr 1889 zog sie mit ihrer verwitweten Mutter Elisabeth Nottebohm in das Schloss Augustenburg in Grötzingen und nahm Privatunterricht bei der Malerin Alwine Schroedter. Im selben Jahr baute Friedrich Kallmorgen zusammen mit seiner Frau Margarethe Hormuth-Kallmorgen ein Sommerhaus in Grötzingen und legte damit den Grundstein für das Entstehen der Grötzinger Malerkolonie. Im Jahre 1899 trat sie dem Karlsruher Künstlerbund bei, der für seine Mitglieder eine Lithografie-Werkstatt unter der Bezeichnung Kunstdruckerei Künstlerbund Karlsruhe einrichtete.
1891 heiratete sie den Tiermaler Otto Fikentscher, der kurz zuvor die Augustenburg gekauft hatte. Nach und nach zogen weitere Künstler im ehemals markgräflichen Schloss ein: ihr Stiefbruder Gustav Kampmann, der Märchenmaler Franz Hein und der Landschaftsmaler Karl Biese mit ihren Familien. Jenny brachte fünf Kinder zur Welt, unter ihnen eine Tochter, die unter dem Namen Dorothee Fischer (1894–1981) als Komponistin von Liedern bekannt wurde. Die Kinder wuchsen in einem unkonventionellen und bohèmehaften Künstlerhaushalt auf.  Jenny kümmerte sich selbst um den großen Garten und entwickelte sich dabei zu einer hervorragenden Gärtnerin. Im Jahr 1900 hatte sie sich der Wandervogelbewegung angeschlossen.
Noch im hohen Alter verkaufte sie auf dem Karlsruher Wochenmarkt Obst und Gemüse aus ihrem Garten und war wegen ihres unkonventionellen Lebensstils eine stadtbekannte Persönlichkeit.

## Werk
Ihre frühesten Arbeiten sind Blätter mit kalligraphisch gestalteten, ornamental verzierten Gedichten. Für die Pflanzenornamente benutzte sie dabei heimische Pflanzen, die sie in ihrer Umgebung fand, wie Kirschblüten, Christrosen und wilden Wein. Ab 1897 verlegte sie sich auf Lithografien. Sie fand ihre Pflanzenmotive in der unmittelbaren Umgebung. „Unser Turmfenster“, „Fenster im Schloß Augustenburg in Grötzingen mit wildem Wein“, „Blühender Kirschbaum“, „Malven“ und „Die Feuerlilien“ lauten die Namen der berühmtesten Blätter. Auf Urlaubsreisen, u. a. Hiddensee, entstanden hauptsächlich Landschaftsbilder.
Sie entwarf im Auftrag des Kölner Schokoladeproduzenten Ludwig Stollwerck Sammelbilder für Stollwerck-Sammelalben, u. a. die Serie „Wald-Laubbäume“ für das Sammelalbum No. 3 von 1899.